# Novo Selo Palanječko
Novo Selo Palanječko is een plaats in de gemeente Sisak in de Kroatische provincie Sisak-Moslavina. De plaats telt 548 inwoners (2001).